# Smells Like Children Tour
Smells Like Children fue la cuarta gira que inició Marilyn Manson, bajo la gestión de los principales sello discográfico Interscope Records. La banda en esta gira, fue cabeza de cartel, ya que antes había sido soporte de Nine Inch Nails para el Self Destruct Tour, Danzig para el Apoyo a Danzig Tour de Danzig 4p, y encabezó la gira primera un año antes. La gira comenzó el 1 de junio de 1995 y terminó el 4 de febrero de 1996. representando el álbum Smells Like Children y dando un total de 104 conciertos alrededor de Norteamérica.

## Miembros
- Marilyn Manson: Vocalista.
- Twiggy Ramirez:Bajista.
- Daisy Berkowitz: Guitarrista.
- Madonna Wayne Gacy: Teclista.
- Ginger Fish: Baterista.

## Lista de canciones Más Tocadas
```
 * "Wrapped in Plastic"
 * "Snake Eyes and Sissies"
 * "
Get Your Gunn
"
 * "Dogma"
 * "Cyclops"
 * "Cake and Sodomy"
 * "Down in the Park"
 * "
Dope Hat
"
 * "My Monkey"
 * "Smells Like Children"
 * "Organ Grinder"
 * "Lunchbox"
 * "Sweet Dreams (Are Made of This)"
 * "Misery Machine"
```

## Fechas de la gira

### USA & Canadá (104)
- 01-06-1995 ~ Baton Rouge, LA // Papa Joe’s Rock N’ Roll Club
- 02-06-1995 ~ New Orleans, LA // Tipitinas
- 12-09-1995 ~ Tulsa, OK // Cain’s Ballroom
- 13-09-1995 ~ Oklahoma, OK //Will Rogers Center
- 15-09-1995 ~ Dallas, TX //Deep Ellum Live
- 16-09-1995 ~ Houston, TX //Numbers
- 17-09-1995 ~ Corpus Christi, TX //Johnnyland
- 19-09-1995 ~ San Antonio, TX //Showcase Special Events
- 20-09-1995 ~ Austin, TX //The Backroom
- 22-09-1995 ~ Albuquerque, NM //El Rey Theatre
- 23-09-1995 ~ El Paso, TX //El Paso Metropolis
- 24-09-1995 ~ Tucson, AZ //The Rock
- 25-09-1995 ~ Tempe, AZ //Club Rio
- 27-09-1995 ~ San Diego, CA //Soma
- 28-09-1995 ~ Santa Bárbara, CA //Santa Bárbara Underground
- 29-09-1995 ~ Hollywood, CA //The Palace
- 01-10-1995 ~ Palo Alto, CA //The Edge
- 02-10-1995 ~ San Francisco, CA // Trocadero Transfer
- 03-10-1995 ~ Reno, NV // Easy Street
- 05-10-1995 ~ Portland, OR // La Luna
- 06-10-1995 ~ Seattle, WA // RCKNDY
- 07-10-1995 ~ Vancouver, B.C., Canadá // The New York Theatre
- 10-10-1995 ~ Denver, CO // Ogden Theatre
- 12-10-1995 ~ Wichita, KS // Rock Island
- 13-10-1995 ~ Springfield, MO // Regency Showcase
- 14-10-1995 ~ Lawrence, KS // Granada
- 15-10-1995 ~ Omaha, NE // Ranch Bowl
- 17-10-1995 ~ Grand Rapids, MI // (Unknown)
- 18-10-1995 ~ Toledo, OH // Toledo Asylum
- 20-10-1995 ~ Cincinnati, OH // Bogarts
- 21-10-1995 ~ Lakewood (Cleveland), OH // Phantasy Theatre
- 22-10-1995 ~ Columbus, OH // Newport Music Hall
- 23-10-1995 ~ Pittsburgh, PA // Metropole
- 25-10-1995 ~ Buffalo, NY // Ogden Street Concert Hall
- 26-10-1995 ~ Rochester, NY // Water Street Music Hall
- 27-10-1995 ~ Toronto, ONT, Canadá // Opera House
- 28-10-1995 ~ Albany, NY // Saratoga Winners
- 30-10-1995 ~ Providence, RI // Club Babyhead
- 31-10-1995 ~ Boston, MA // Mama Kin’s
- 01-11-1995 ~ Boston, MA // Mama Kin’s
- 03-11-1995 ~ New York, NY // Irving Plaza
- 04-11-1995 ~ New York, NY // Irving Plaza
- 05-11-1995 ~ Philadelphia, PA // The Electric Factory
- 06-11-1995 ~ Asbury Park, NJ // The Stone Pony
- 08-11-1995 ~ New Haven. CT // Toad’s Place
- 09-11-1995 ~ Washington D. C. // The Capitol Ballroom
- 10-11-1995 ~ Norfolk, VA // The Boathouse
- 11-11-1995 ~ Raleigh, NC // The Ritz
- 13-11-1995 ~ Nashville, TN // 328 Performance Hall
- 14-11-1995 ~ Louisville, KY // The Brewery
- 15-11-1995 ~ St. Louis, MO // Mississippi Nights
- 16-11-1995 ~ Milwaukee, MI // T.A. Vern’s
- 18-11-1995 ~ Sioux Falls, SD // The Pomp Room
- 19-11-1995 ~ Minneapolis, MN // First Avenue
- 21-11-1995 ~ Columbia, MO // The Blue Note
- 22-11-1995 ~ Chicago, IL // Cabaret Metro
- 24-11-1995 ~ Detroit, MI // Saint Andrew’s Hall
- 25-11-1995 ~ Detroit, MI // Saint Andrew’s Hall
- 26-11-1995 ~ Toronto, ONT, Canadá // Opera House
- 27-11-1995 ~ Wilkes Barre, PA // Mantis Green
- 29-11-1995 ~ Fayetteville, NC // The Flaming Mug
- 30-11-1995 ~ Winston Salem, NC // Ziggy’s Tavern
- 01-12-1995 ~ Wilmington, NC // Mad Monk’s
- 02-12-1995 ~ Atlanta, GA // The Masquerade
- 04-12-1995 ~ Charlotte, NC // Jeremiah’s
- 05-12-1995 ~ Columbia, SC // Rockfella’s
- 06-12-1995 ~ Myrtle Beach, SC // The Headroom
- 08-12-1995 ~ Baton Rouge, LA // Varsity Theatre
- 09-12-1995 ~ New Orleans, LA // Rendon Inn
- 10-12-1995 ~ Memphis, TN // Six-One-Six
- 12-12-1995 ~ Fort Meyers, FL // Pyramids
- 13-12-1995 ~ Tampa, FL // Masquerade
- 15-12-1995 ~ Orlando, FL // The Edge
- 16-12-1995 ~ Fort Lauderdale, FL // The Edge
- 17-12-1995 ~ Fort Lauderdale, FL // The Edge
- 28-12-1995 ~ Cleveland, OH // The Odeon
- 29-12-1995 ~ Cleveland, OH // The Odeon
- 31-12-1995 ~ New York, NY // The Academy
- 02-01-1996 ~ Oldbridge, NJ // Birch Hill Night Club
- 03-01-1996 ~ New London, CT // El ‘N’ Gee
- 05-01-1996 ~ Baltimore, MD // Hammerjack’s
- 06-01-1996 ~ Allentown, PA // Starz
- 07-01-1996 ~ Harrisburg, PA // Metron
- 08-01-1996 ~ Northampton, MA // Pearl Street Nightclub
- 10-01-1996 ~ Cohoes, NY // Saratoga Winners
- 11-01-1996 ~ Port Chester, NY // Capitol Theatre
- 12-01-1996 ~ Huntington, NY // Roxy Music Hall
- 13-01-1996 ~ Rochester, NY // Water Street Music Hall
- 15-01-1996 ~ Syracuse, NY // Lost Horizon
- 16-01-1996 ~ State College, PA // The Crowbar
- 18-01-1996 ~ Kalamazoo, MI // Sate Theatre
- 19-01-1996 ~ Toledo, OH // The Asylum
- 20-01-1996 ~ Columbus, OH // Newport Music Hall
- 21-01-1996 ~ Cincinnati, OH // Bogarts
- 23-01-1996 ~ Charlottesville, VA // Trax
- 25-01-1996 ~ Knoxville, TN // The Electric Ballroom
- 26-01-1996 ~ Memphis, TN // Six-One-Six
- 27-01-1996 ~ Knoxville, TN // The Electric Ballroom
- 29-01-1996 ~ Carrboro, NC // Cat’s Cradle
- 30-01-1996 ~ Charleston, SC // The Music Farm
- 31-01-1996 ~ Tallahassee, FL // The Moon
- 02-02-1996 ~ Daytona Beach, FL // Underground Daytona Beach
- 03-02-1996 ~ St. Petersburg, FL // Jannus Landing
- 04-02-1996 ~ Stuart, FL // The Playground

## Características de la Gira
Durante la gira de Smells Like Children, el fondo de la muestra fue un tablero de ouija que decía: "Marilyn Manson" en el centro. Otra característica de la etapa fue la adición de un árbol gigante de la que colgaban muñecos de ventrílocuo de las ramas. El escenario estaba listo por lo general para dar cabida a un público reducido, ya que la mayoría de la muestra se llevó a cabo en los clubes, en lugar de espacios pequeños.
Durante las presentaciones se tocaba la canción del mismo nombre del álbum aunque no se había incluido en el mismo. Tiempo después de la gira, durante la grabación del álbum Antichrist Superstar, la canción fue modificada y agregada con el nombre de Kiderfield.
Este fue el primer Tour en el que Manson comenzó a usar zancos. La banda también comenzó sus estilos propios extraños durante esta gira, así, poniéndose maquillaje y ropa sexualmente sugerente (con Manson usando correas atleta a tirar sus pantalones abajo y con Twiggy comenzar su Kinderwhore tradicional como un truco de travestismo).
Al igual que en giras anteriores, Manson era visto regularmente hiriéndose en el escenario durante esta gira. Se puso el pecho principales cicatrices de esta gira que se metió en una acalorada discusión con un miembro del grupo y se rompió una botella y lo pasó sobre el pecho.
- Datos: Q3083198